# كارمين أثيدو

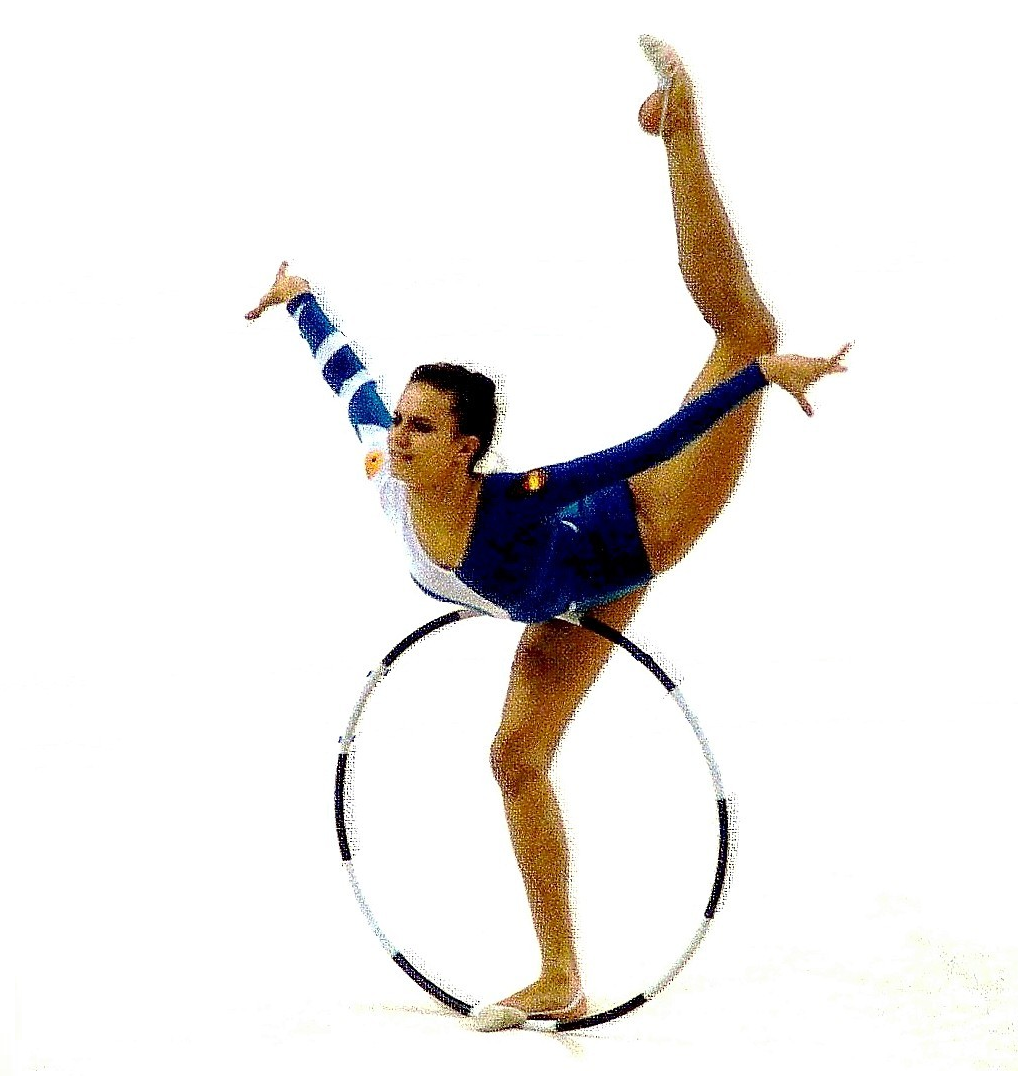
Carmen Acedo

كارمين أثيدو خورخي (بالإسبانية: Carmen Acedo Jorge، ولدت في 10 فبراير 1975، لاردة، إسبانيا) لاعبة جمباز إيقاعي إسبانية.
حصلت على الميدالية الذهبية في بطولة العالم للجمباز الإيقاعي عام 1993 في أليكانتي.

## إنجازاتها

### بطولة العالم للجمباز الإيقاعي
- 1991 أثينا  اليونان:  ميدالية برونزية في مسابقة الفرق (Teams).
- 1992 بروكسل  بلجيكا:  ميدالية فضية في فئة الكرة (Individual Ball).
- 1992 بروكسل  بلجيكا:  ميدالية برونزية في فئة الشاخص (Individual Clubs).
- 1993 أليكانتي  إسبانيا:  ميدالية ذهبية في فئة الشاخص (Individual Clubs).

### بطولة أوروبا للجمباز الإيقاعي
- 1992 شتوتغارت  ألمانيا:  ميدالية برونزية في مسابقة الفرق (Teams).

## روابط خارجية
- كارمين أثيدو على موقع الاتحاد الدولي للجمباز (licence) (الإنجليزية)
- كارمين أثيدو على موقع الاتحاد الدولي للجمباز (biography) (الإنجليزية)
- كارمين أثيدو على موقع اللجنة الأولمبية الدولية (الإنجليزية)
- كارمين أثيدو على موقع أوليمبيديا (الإنجليزية)
- كارمين أثيدو على موقع اللجنة الأولمبية الإسبانية (الإسبانية)